# 松平乗真
松平 乗真（まつだいら のりざね）は、江戸時代中期の大名。三河国大給藩3代藩主。のち三河奥殿藩初代藩主。真次流大給松平家4代。

## 生涯
貞享3年（1686年）5月23日（貞享元年（1684年）とも）、800石の旗本である本多正種（本多正貫の孫）の長男として誕生。母が初代藩主・松平乗次の養女であり、2代藩主・乗成の実子・乗賢が早世したことから、元禄16年（1703年）に乗成が死去するとその養子となって家督を継いだ。
宝永6年（1709年）3月7日、従五位下・縫殿頭に叙位・任官する。正徳元年（1711年）4月28日、藩庁を碧海郡奥殿村（現在の愛知県岡崎市奥殿町）に移したため、奥殿藩主となる。藩政では説田猪右衛門を登用して藩政改革を行なった。また、日光祭祀奉行や江戸城御門番などを歴任した。
享保元年（1716年）7月5日に死去した。享年31。跡を長男・盈乗が継いだ。

## 系譜
父母
- 本多正種（実父）
- 松平乗次の養女 ー 畠山義里の娘（実母）・松平真次の外孫。
- 松平乗成（養父）

正室、継室
- 青木重矩の娘（正室）
- 畠山義寧の次女（継室）

側室
- 清光院

子女
- 松平盈乗（長男）生母は清光院（側室）

養子
- 平野長英室 ー 本多正種の娘